# George Fenton
George Howe, född 19 oktober 1950 var en brittisk popsångare som producerades av Mike Leander. Han gjorde en cover av The Beatles låt Maxwell's Silver Hammer, och blev med den etta på Tio i topp 1970.
Senare har George blivit framgångsrik filmmusikkompositör under peudonymen George Fenton.